# Vivéa
 (mars 2025).
Si vous disposez d'ouvrages ou d'articles de référence ou si vous connaissez des sites web de qualité traitant du thème abordé ici, merci de compléter l'article en donnant les références utiles à sa vérifiabilité et en les liant à la section « Notes et références ».
Vivéa est un fonds d’assurance formation qui a été créé en 2001 entre les syndicats agricoles (Confédération paysanne, Coordination Rurale, FNSEA et Jeunes agriculteurs) et des organisations agricoles (Chambre d'agriculture France et CNMCCA).
Fabienne Garel en est la présidente et Émilie Lecerf en est la directrice générale.
Les domaines d'action de Vivéa sont les suivants :
- financement de la formation ;
- orientation de la politique de formation professionnelle continue ;
- développement et réalisation de la promotion de la formation ;
- amélioration de l’adéquation entre l’offre et les besoins ;
- développement de la prospective, l’innovation et l’expérimentation.